# Xulab Vallis
La Xulab Vallis è una formazione geologica della superficie di Venere.
È intitolata al nome maya di Venere.